# Monoestearato de sorbitano
El monoestearato de sorbitano o Span 60 es un éster de sorbitano (un derivado del sorbitol) y ácido esteárico y se denomina a veces como cera sintética. Se utiliza principalmente como un emulsionante para mantener el agua y los aceites mezclados. El monoestearato de sorbitano se utiliza en la fabricación de alimentos y productos de salud y es un tensioactivo no iónico con propiedades emulsionantes, dispersantes, y humectantes. Los ésteres de sorbitano también se conocen como "Spans".
El monoestearato de sorbitano ha sido aprobado por la Unión Europea para su uso como aditivo alimentario (número E: E 491).